# Martin Jessop Price
Martin Jessop Price (* 27. März 1939 in London; † 29. April 1995 ebenda) war ein britischer Numismatiker.
Martin Price besuchte die King’s School in Canterbury und studierte am Queen’s College in Cambridge, wo er 1967 promoviert wurde. Ab 1966 arbeitete er als Assistent am Münzkabinett des British Museum, ab 1978 als stellvertretender Leiter. Von September 1994 bis zu seinem Tode war er Direktor der British School at Athens.
Forschungsgebiet von Martin Price war die griechische Münzprägung. Seine Dissertation bei Edward Robinson beschäftigte sich mit dem Beginn der griechischen Bronzemünzen. Mit dem Asyut-Hort legte er zusammen mit Nancy M. Waggoner einen der bedeutendsten Funde archaischer griechischer Münzen vor, sein Buch zu den Alexander-Münzen ist grundlegend für die Prägungen dieses Herrschers.

## Veröffentlichungen (Auswahl)
- mit Nancy M. Waggoner: Archaic Greek Coinage. The Asyut Hoard. Vecchi, London 1975.
- mit Bluma L. Trell: Coins and their Cities. Architecture on the Ancient Coins of Greece, Rome and Palestine. Vecchi, London 1977.
- mit Ian Carradice: Coinage in the Greek World. Seaby, London 1988.
- The Coinage in the Name of Alexander the Great and Philip Arrhidaeus. A British Museum catalogue. 2 Bände. British Museum Press, London / Swiss Numismatic Society, Zürich 1991, ISBN 3-908103-00-2.